# Liane d'argent
Argyreia nervosa
Espèce
La liane d'argent ou rose des bois (aussi connue sous son nom anglais Hawaiian baby woodrose) de nom scientifique Argyreia nervosa est une liane ornementale de la famille des Convolvulaceae.

## Histoire
Cette plante est un exemple récent de plante hallucinogène n'ayant été reconnue que récemment. Alors que d'autres plantes très proches de la famille des Convolvulaceae, comme Turbina corymbosa (Ololiuhqui) et Ipomoea tricolor (Tlitliltzin), furent utilisées dans la tradition chamanique d'Amérique du Sud pendant des siècles, la liane d'argent n'était pas reconnue comme hallucinogène. Ces propriétés furent observées pour la première fois dans les années 1960, en dépit du fait que ces propriétés sont très proches des plantes ci-dessus, et que ces graines contiennent la plus importante concentration de principe actif de la famille (environ 0,04 % d'alcaloïde et 0,04 % de LSA contre 0,02 % d'alcaloïdes et 0,01 % de LSA pour l' Ipomea purpurea).

## Utilisation

### Toxicité
L'intégralité des parties d'Argyreia Nervosa sont toxiques.
Cette toxicité est explicable par la présence d'ergoline, une tryptamine toxique.

### Effetpsychotrope

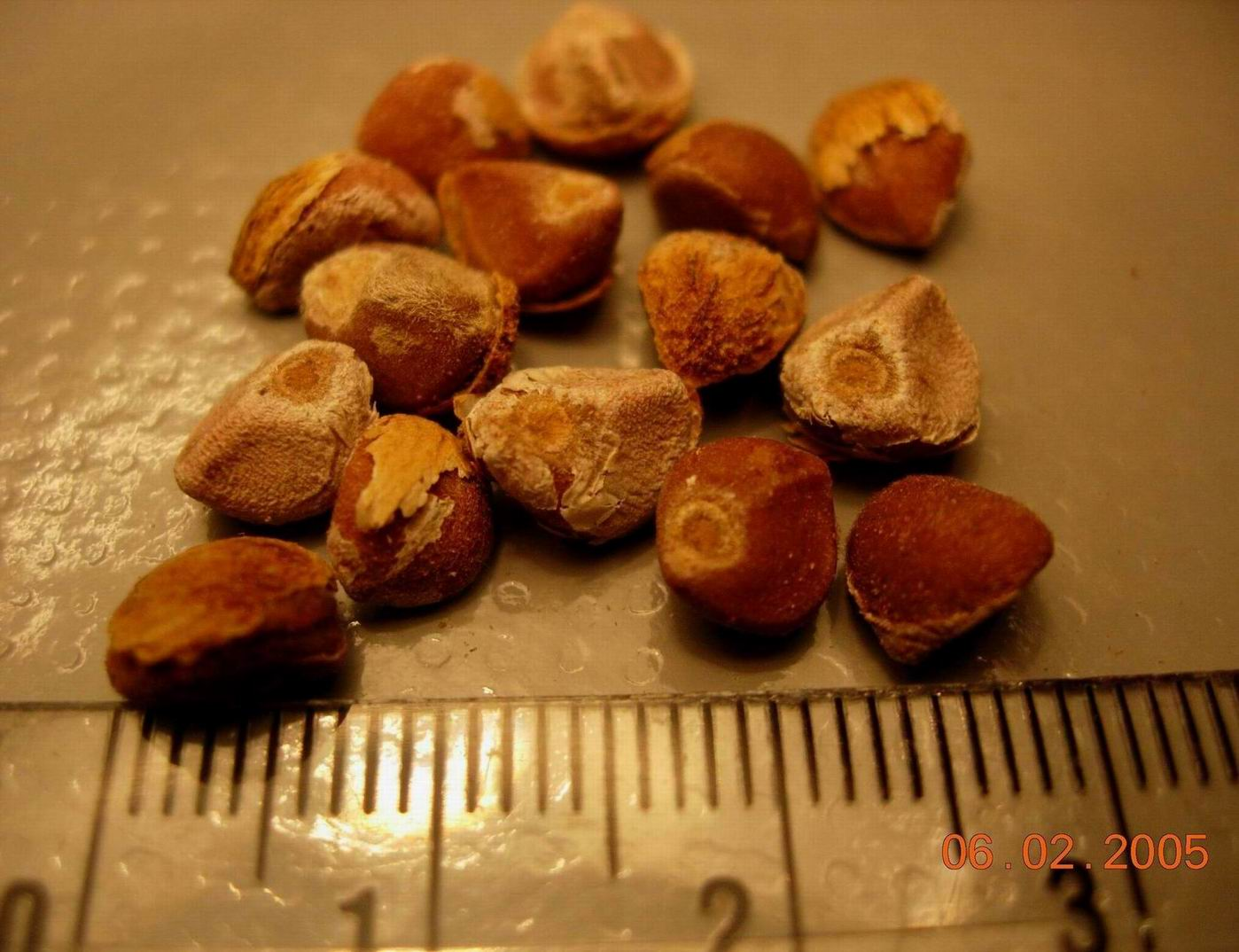
Graines de rose des bois.

La liane d'argent contient des alcaloïdes psychotropes : l'ergine ou LSA, qui est très proche de l'ergoline mais aussi de l'isoergine et de l'ergométrine.
La molécule active ergine (LSA) provoque des effets souvent présentés comme similaires à ceux du LSD à cause de la similitude des deux molécules, cependant ils ne le sont pas plus que deux psychotropes quelconques. Ces effets varient beaucoup d'une personne à une autre, et en voici un éventail : douleurs osseuses et articulatoires légères, mydriase, changement de la perception du temps, extase, euphorie, hallucinations visuelles et synesthésie lors d'ingestion importante, sensation d'être possédé, expérience mystique, vomissement. Les graines d'Argyreia nervosa peuvent être à l'origine d'un large éventail d'expériences, bonnes et mauvaises pouvant aller jusqu'au Bad Trip. L'intoxication peut durer de 6 à 12h, selon le mode d'ingestion. Il est formellement déconseillé d'en consommer si l'on se trouve dans un état psychique difficile ou si l'on a des antécédents de maladie psychiatrique dans sa famille (comme la schizophrénie). De nombreux sites Internet proposent des graines à la vente en les présentant comme ayant des effets de stupéfiants, déclarant que les effets sont proches du LSD afin d'inciter à acheter et à se droguer avec,.
En France, l'article L3421-4 du code de la santé publique prévoit des peines de 5 ans de prison et 75 000 € d'amende pour la vente de substances présentées comme ayant des effets de stupéfiants. La consommation, possession, culture et achat dans d'autres pays de cette plante ne sont par ailleurs pas prohibés.

## Photos

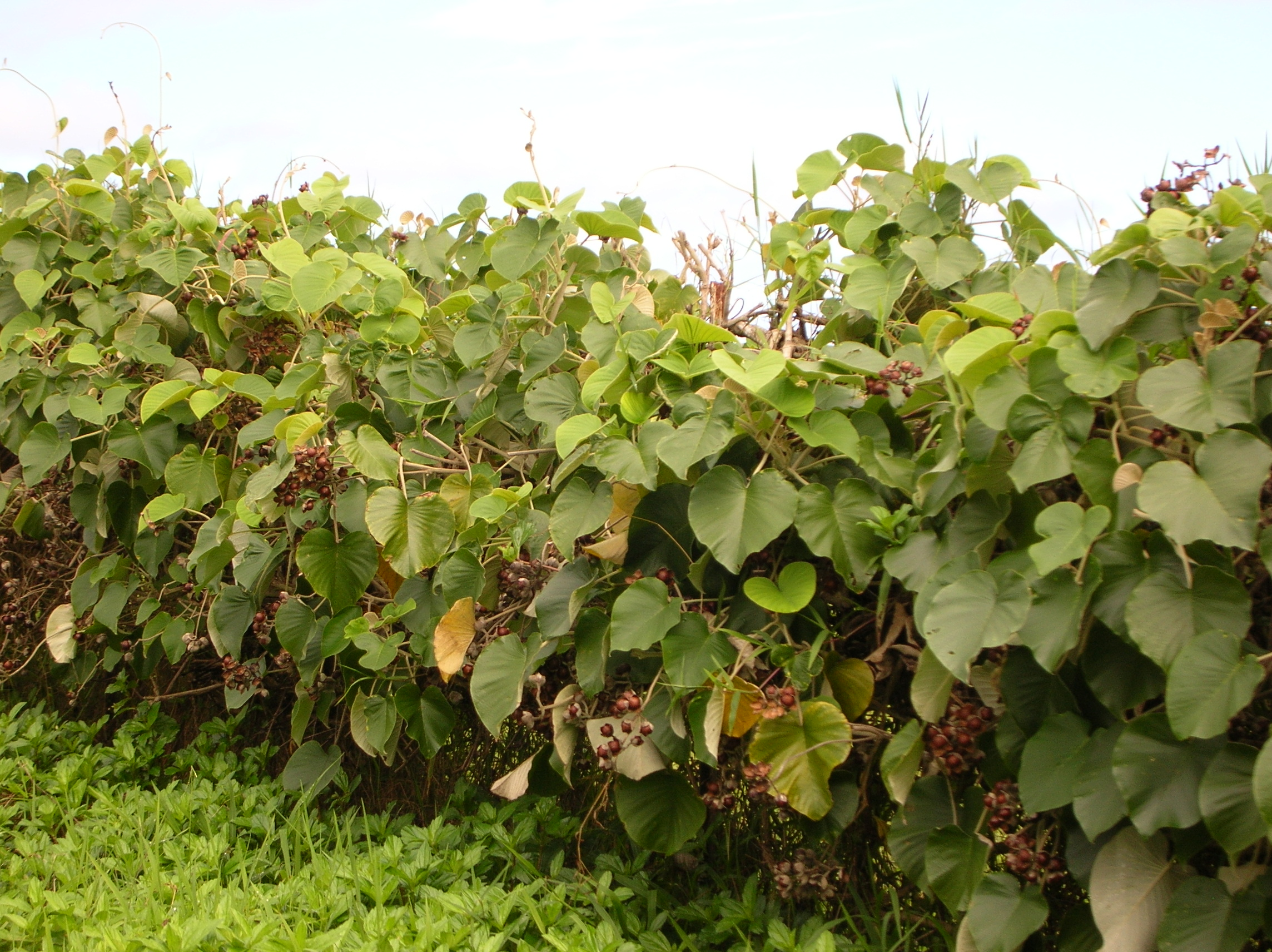
Plante cultivée en haie
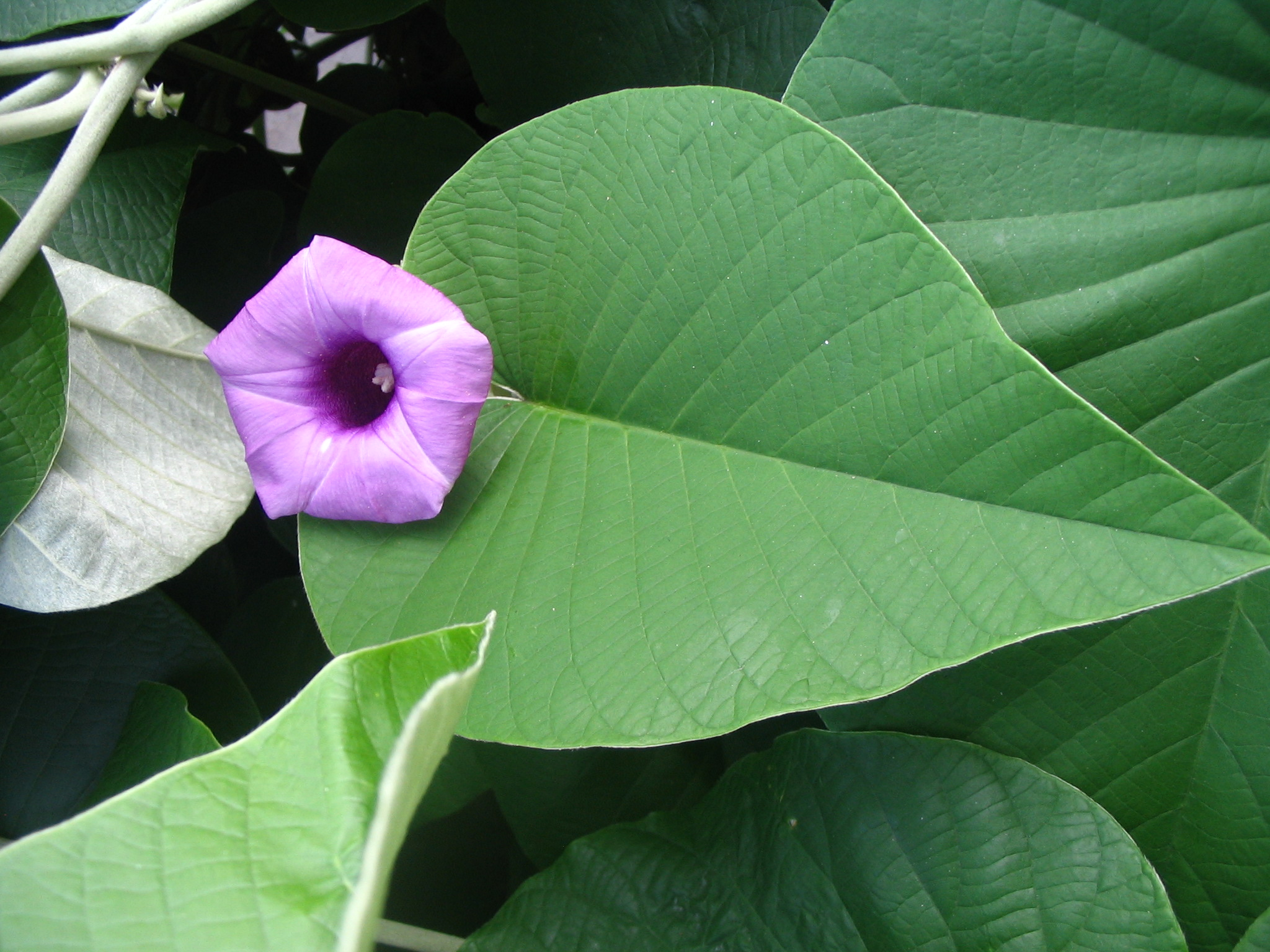
Feuille et fleur